# Miriam Bannister
Miriam Sparks Voisey Bannister (19 de março de 1817 – 9 de abril de 1928) foi uma mulher inglesa, que foi um dos primeiros supercentenários reconhecidos.

## Biografia
Miriam nasceu em Sidmouth e foi batizada em Salcombe Regis, Devon, Inglaterra, filha de John e Hester Voisey. Miriam se casou com o empreiteiro John Bodman Bannister em Londres em 1850, aos 33 anos. Ela se mudou para os Estados Unidos em 1854. Suas filhas Rose e Bertha nasceram nos Estados Unidos em 1855 e 1858. Ela também teve dois filhos, Fred e Edward. Ela ficou viúva em 1878. Ela era um membro da Igreja de São Felipe Apóstolo em St. Louis. Ela tinha visão prejudicada de catarata na velhice, e era incapaz de ler.
Em seus últimos anos, ela foi consultada para comentários e conselhos. "A geração atual não é ruim, é apenas diferente", declarou em 1925. "E assim é tudo mais no mundo". Ela atribuiu sua longevidade e boa saúde a "alimentos simples, evitando comer demais e abstinência de se preocupar".  Ela morreu em sua casa em 9 de abril de 1928 aos 111 anos e 21 dias de idade em St. Louis, Missouri. Ela nunca foi a pessoa viva mais velha do mundo devido à longevidade da mulher americana Delina Filkins. Ela foi felicitada pelo rei Jorge V como "o súdito britânico vivo mais velho" pouco antes de sua morte.